# Кримки (заказник)
Кри́мки — ботанічний заказник місцевого значення в Україні. Розташований на території Снігурівського району Миколаївської області, у межах Снігурівської міської ради.
Площа — 7 га. Статус надано згідно з рішенням Миколаївської обласної ради від № 24 від 02.02.1995 року задля охорони флористичних комплексів неогенових кристалічних відслонень.
Заказник розташований у балці на північ від міста Снігурівка.
На території заповідного об'єкта зростають такі рідкісні види рослин: петрофітно-степові угруповання за участю ковил Лессінга, волосистої, української, шорсткої та Граффа, сону чорніючого, півників понтичних, шоломниці весняної, тюльпана Шренка, рястки Буше, рябчика руського.